# NGC 4958
NGC 4958 (również PGC 45313 lub UGCA 323) – galaktyka soczewkowata (SB0), znajdująca się w gwiazdozbiorze Panny. Odkrył ją William Herschel 3 marca 1786 roku.